# Войковська сільська рада (Росія)
Во́йковська сільська рада (рос. Войковский сельский совет) — сільське поселення у складі Шипуновського району Алтайського краю Росії.
Адміністративний центр — село Усть-Порозіха.

## Населення
Населення — 873 особи (2019; 1048 в 2010, 1243 у 2002).

## Склад
До складу сільської ради входять:
| Населений пункт     | Населення, осіб (2002) | Населення, осіб (2010) |
| ------------------- | ---------------------- | ---------------------- |
| Воробйово, селище   | 278                    | 220                    |
| Кособоково, село    | 402                    | 333                    |
| Усть-Порозіха, село | 528                    | 477                    |
| Чупино, селище      | 35                     | 18                     |